# Andrea Herzog
Andrea Herzog (ur. 9 grudnia 1999) – niemiecka kajakarka górska, brązowa medalistka olimpijska, mistrzyni świata, dwukrotna wicemistrzyni Europy.
W 2019 na mistrzostwach świata w La Seu d’Urgell zdobyła złoty medal w kanadyjkowej jedynce. W finale okazała się lepsza o 0,94 sekundy od Australijki Jessiki Fox i Austriaczki Nadiny Weratschnig. W 2021 podczas igrzysk olimpijskich rozgrywanych w Tokio wywalczyła brązowy medal w slalomie C-1.